# Emperador Ninkō
L'emperador Ninkō (仁孝天皇?) (Kyoto, 16 de març de 1800 - Kyoto, 21 de febrer de 1846), va ser el 120è emperador del Japó, segons l'ordre tradicional de successió. Va regnar del 31 d'octubre de 1817 al 21 de febrer de 1846. El seu nom personal era Ayahito (恵仁).

## Primers anys
Abans de l'ascensió de Ninkō al Tron del Crisantema, el seu nom personal (imina) era Ayahito. Va néixer el 16 de març del 1800 i va ser el quart fill de l'emperador Kōkaku. Ayahito va ser nomenat príncep de la corona el 1809, després de ser adoptat per l'esposa principal del seu pare l'emperadriu Yoshiko (欣 子 内 親王), també coneguda com a Shin-Seiwa-in (新 清和 院). La seva mare de naixement era una de les concubines del seu pare anomenada Kajyūji Tadako (勧 修 寺 婧 子). Ayahito va viure amb la família imperial al Daidairi del Palau Heian.

## Regnat
El príncep Ayahito va ser entronitzat com a emperador el 31 d'octubre de 1817, després que l'abdicació del seu pare. Seguint els desitjos del seu pare, l'emperador retirat, va intentar reanimar certs rituals i pràctiques de la cort. Aquestes pràctiques incloïen, entre altres coses, la restauració del títol tennō, que identificava l'Emperador. Entre les novetats del regnat de Ninkō hi ha l'establiment del Gakushūsho (el predecessor de la institució educativa Gakushūin) per a la noblesa de la Cort, just fora del Palau Imperial.

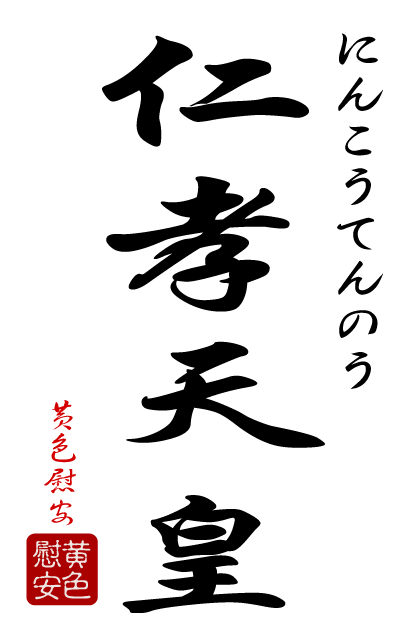
Cal·ligrafia de Ninkō Tennō.

Un dels esdeveniments importants ocorreguts durant el seu regnat va ser la fam de Tenpō que va durar de 1833 a 1837. La fam va ser més greu al nord de Honshū i va ser causada per inundacions i la persistència d'un clima més fred del normal. El regnat de Ninkō també va veure un deteriorament del poder dels shōgun. La fam de Tenpō i altres catàstrofes naturals concurrents van colpejar durament aquesta institució i van fer trontollar la fe de la gent en els governants Shōgun. El 1837, Ōshio Heihachirō va dirigir una revolta a Osaka contra funcionaris corruptes que es s'havien negat a donar ajuda en aliments als pobres residents de la ciutat. Aquell mateix any també va tenir lloc un incident diplomàtic greu quan l'artilleria costanera japonesa va expulsar a canonades un vaixell mercant nord-americà.
Si bé l'ordre es va finalment restablir, hi havia un ressentiment acomulat dels plebeus contra el govern. Tanmateix, no se sap quin paper va tenir, en cas d'haver-lo tingut, l'rmperador durant aquest període d'aldarulls.
L'emperador Ninkō va morir el 21 de febrer de 1846 i va ser sepultat al mausoleu imperial Nochi no Tsukinowa no Higashiyama no misasagi (後 月 輪 東山 陵), que es troba a Sennyū-ji de Higashiyama-ku, Kyoto. Aquest mausoleu acull també les tombes dels seus predecessors, els emperadors Go-Mizunoo, Go-Kōmyō, Go-Sai, Reigen, Higashiyama, Nakamikado, Sakuramachi, Momozono, Go-Sakuramachi, Go -Momozono i Kōkaku, i la del seu fill l'emperador Kōmei. L'emperadriu vídua Yoshikō també està enterrada en aquest mausoleu imperial.

## Eres del seu regnat
Els anys del regnat de Ninkō s'identifiquen amb més d'un nom d'era o nengō:
- Bunka (1804-1818)
- Bunsei (1818-1830)
- Tenpō (1830-1844)
- Kōka (1844-1848)

## Núpcies i descendèmcia
Ayahito va tenir dues esposes principals, Takatsukasa Tsunako (鷹司繋子) i Takatsukasa Yasuko (鷹司祺子), ambdues filles del Kuge Takatsukasa Masahiro (鷹司 政熙), i cinc concubines.
Va tenir 7 fills i 8 filles, tot i que només el futur emperador Komei (Komei-tennō), la princesa Sumiko (Sumiko-naishinnō) i la princesa Chikako (Chikako-naishinnō) van sobreviure més enllà de la infància.